# Fujisaki (Aomori)
Fujisaki (藤崎町 Fujisaki-machi?) es un pueblo localizado en la prefectura de Aomori, Japón. En octubre de 2018 tenía una población de 14.824 habitantes y una densidad de población de 398 personas por km². Su área total es de 37,29 km².

## Geografía

### Municipios circundantes
- Prefectura de Aomori
  - Aomori
  - Kuroishi
  - Hirosaki
  - Itayanagi
  - Inakadate

## Demografía
Según datos del censo japonés, la población de Fujisaki ha disminuido en los últimos años.
| Año del censo | Población |
| ------------- | --------- |
| 1995          | 16.940    |
| 2000          | 16.858    |
| 2005          | 16.617    |
| 2010          | 16.021    |
| 2015          | 15.179    |